# Campeonato Goiano 2002
In 2002 werd het 59ste Campeonato Goiano gespeeld voor voetbalclubs uit Braziliaanse staat Goiás. De competitie werd georganiseerd door de FGF en werd gespeeld van 27 januari tot 23 juni. Goiás werd kampioen.

## Eerste fase
| Plaats | Club                | Wed. | W  | G | V | Saldo | Ptn. |
| ------ | ------------------- | ---- | -- | - | - | ----- | ---- |
| 1.     | Anapolina           | 18   | 12 | 4 | 2 | 26:10 | 37   |
| 2.     | Novo Horizonte      | 18   | 9  | 4 | 5 | 31:25 | 31   |
| 3.     | Atlético Goianiense | 18   | 7  | 3 | 8 | 27:30 | 24   |
| 4.     | Goiânia             | 18   | 7  | 3 | 8 | 22:25 | 24   |
| 5.     | Goiatuba            | 18   | 6  | 5 | 7 | 27:25 | 23   |
| 6.     | Real                | 18   | 6  | 5 | 7 | 29:28 | 23   |
| 7.     | Grêmio Inhumense    | 18   | 5  | 7 | 6 | 28:30 | 22   |
| 8.     | Rioverdense         | 18   | 6  | 3 | 9 | 20:27 | 21   |
| 9.     | CRAC                | 18   | 5  | 5 | 8 | 27:30 | 20   |
| 10.    | Santa Helena        | 18   | 5  | 5 | 8 | 20:27 | 19   |

|  | Geplaatst voor knock-outfase |
|  | Degradatie                   |

## Tweede fase

### Groep A
| Plaats | Club           | Wed. | W | G | V | Saldo | Ptn. |
| ------ | -------------- | ---- | - | - | - | ----- | ---- |
| 1.     | Novo Horizonte | 4    | 3 | 0 | 1 | 10:8  | 9    |
| 2.     | Real           | 4    | 1 | 2 | 1 | 6:8   | 5    |
| 3.     | Vila Nova      | 4    | 1 | 1 | 2 | 6:6   | 4    |
| 4.     | Goiânia        | 4    | 1 | 1 | 2 | 6:10  | 4    |

|  | Geplaatst voor finale |

### Groep B
| Plaats | Club                | Wed. | W | G | V | Saldo | Ptn. |
| ------ | ------------------- | ---- | - | - | - | ----- | ---- |
| 1.     | Goiás               | 4    | 2 | 1 | 1 | 13:8  | 7    |
| 2.     | Anapolina           | 4    | 2 | 0 | 2 | 6:5   | 6    |
| 3.     | Goiatuba            | 4    | 1 | 2 | 1 | 7:8   | 5    |
| 4.     | Atlético Goianiense | 4    | 1 | 1 | 2 | 6:7   | 4    |

|  | Geplaatst voor finale |

## Finale
|              |                        |       |                |  |
| 16 juni heen | Goiás                  | 3 – 0 | Novo Horizonte |  |
| 16 juni heen | Zé Carlos Danilo Kleyr |       | Finazzi        |  |

|               |                |                |       |  |
| 23 juni Terug | Novo Horizonte | 0 – 2          | Goiás |  |
| 23 juni Terug |                | Finazzi Araújo |       |  |

### Kampioen
| Campeonato Goiano de 2002  |
| Goiás                      |
| -------------------------- |
| GOIÁS Kampioen (19° titel) |